# 奥斯河畔拉罗克
奥斯河畔拉罗克（法語：Larroque-sur-l'Osse，法語發音：[laʁɔk syʁ lɔs]）是法国热尔省的一个市镇，属于孔东区。

## 地理
奥斯河畔拉罗克（43°58'16"N, 0°16'28"E）面积15.07 平方千米，位于法国奧克西塔尼大區热尔省，该省份为法国西南部内陆省份，北起顺时针与洛特-加龙省、塔恩-加龙省、上加龙省、上比利牛斯省、大西洋比利牛斯省和朗德省接壤。
与奥斯河畔拉罗克接壤的市镇（或旧市镇、城区）包括：拉讷、博蒙、孔東、富尔塞斯、拉勒桑格勒、蒙雷阿勒。

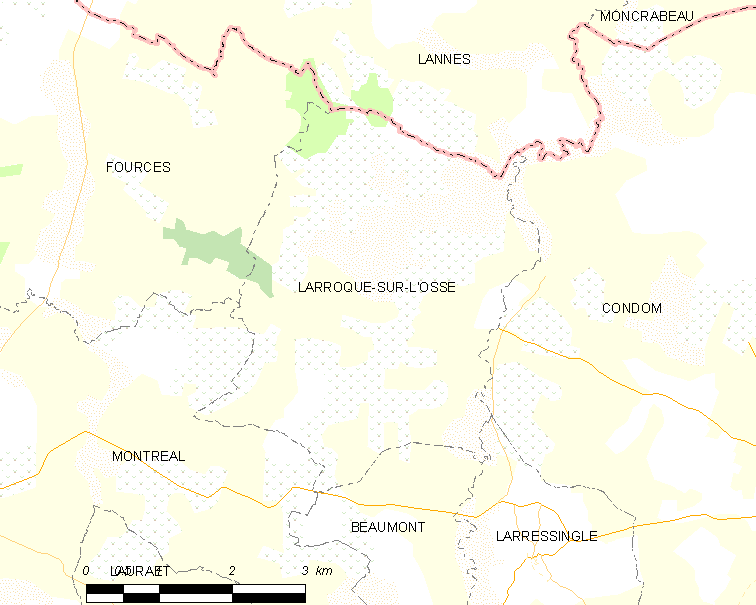
奥斯河畔拉罗克的OSM定位图

奥斯河畔拉罗克的时区为UTC+01:00、UTC+02:00（夏令时）。

## 行政
奥斯河畔拉罗克的邮政编码为32100，INSEE市镇编码为32197。

## 政治
奥斯河畔拉罗克所属的省级选区为阿马尼亚克-泰纳雷兹县。

## 人口

1962-2008年间奥斯河畔拉罗克人口变化图示

奥斯河畔拉罗克于2022年1月1日时的人口数量为218人。